# Campeonato Mundial de Snooker de 1977
El Campeonato Mundial de Snooker de 1977 (conocido en inglés y por motivos de patrocinio como 1977 Embassy World Snooker Championship) fue un torneo de snooker profesional y de ranking que se celebró entre el 19 de abril y el 5 de mayo en el Crucible Theatre de la ciudad inglesa de Sheffield. Organizado por la World Professional Billiards and Snooker Association, fue el primer Campeonato Mundial de Snooker que se disputó en el Crucible. El torneo contó con el patrocinio de Embassy, manufacturera de cigarrillos, y fue el único de ranking de la temporada 1976-77. John Spencer, que se impuso (25-21) en la final a Cliff Thorburn, se coronó campeón del mundo por tercera vez.

## Resultados

### Cuadro de la fase final
Entre paréntesis, se indica el puesto en el que accedieron al torneo los jugadores que llegaron al Crucible como cabezas de serie. Recalcado en negrita figura el ganador de cada partido:
|  | octavos de final (mejor de 25) | octavos de final (mejor de 25) |                          |    | Cuartos de final | Cuartos de final |  |  | cuartos de final (mejor de 25) | cuartos de final (mejor de 25) |  |  | semifinales (mejor de 35) | semifinales (mejor de 35) |
|  |                                |                                |                          |    |                  |                  |  |  |                                |                                |  |  |                           |                           |
|  | 18 y 19 de abril               |                                |                          |    |                  |                  |  |  |                                |                                |  |  |                           |                           |
|  |                                |                                |                          |    |                  |                  |  |  |                                |                                |  |  |                           |                           |
|  | Ray Reardon (1)                | 13                             |                          |    |                  |                  |  |  |                                |                                |  |  |                           |                           |
|  | Ray Reardon (1)                | 13                             | 22 y 23 de abril         |    |                  |                  |  |  |                                |                                |  |  |                           |                           |
|  | Patsy Fagan                    | 7                              |                          |    |                  |                  |  |  |                                |                                |  |  |                           |                           |
|  | Patsy Fagan                    | 7                              | Ray Reardon (1)          | 6  |                  |                  |  |  |                                |                                |  |  |                           |                           |
|  | 18 y 19 de abril               |                                | Ray Reardon (1)          | 6  |                  |                  |  |  |                                |                                |  |  |                           |                           |
|  |                                | John Spencer (8)               | 13                       |    |                  |                  |  |  |                                |                                |  |  |                           |                           |
|  | John Spencer (8)               | John Spencer (8)               | 13                       | 13 |                  |                  |  |  |                                |                                |  |  |                           |                           |
|  | John Spencer (8)               |                                | 24, 25, 26 y 27 de abril | 13 |                  |                  |  |  |                                |                                |  |  |                           |                           |
|  | John Virgo                     | 9                              |                          |    |                  |                  |  |  |                                |                                |  |  |                           |                           |
|  | John Virgo                     | 9                              | John Spencer (8)         | 18 |                  |                  |  |  |                                |                                |  |  |                           |                           |
|  | 18 y 19 de abril               |                                | John Spencer (8)         | 18 |                  |                  |  |  |                                |                                |  |  |                           |                           |
|  |                                | John Pulman                    | 16                       |    |                  |                  |  |  |                                |                                |  |  |                           |                           |
|  | Graham Miles (5)               | John Pulman                    | 16                       | 13 |                  |                  |  |  |                                |                                |  |  |                           |                           |
|  | Graham Miles (5)               | 22 y 23 de abril               |                          | 13 |                  |                  |  |  |                                |                                |  |  |                           |                           |
|  | Willie Thorne                  | 4                              |                          |    |                  |                  |  |  |                                |                                |  |  |                           |                           |
|  | Willie Thorne                  | 4                              | Graham Miles (5)         | 10 |                  |                  |  |  |                                |                                |  |  |                           |                           |
|  | 18 y 19 de abril               |                                | Graham Miles (5)         | 10 |                  |                  |  |  |                                |                                |  |  |                           |                           |
|  |                                | John Pulman                    | 13                       |    |                  |                  |  |  |                                |                                |  |  |                           |                           |
|  | Fred Davis (4)                 | John Pulman                    | 13                       | 12 |                  |                  |  |  |                                |                                |  |  |                           |                           |
|  | Fred Davis (4)                 |                                | 28, 29 y 30 de abril     | 12 |                  |                  |  |  |                                |                                |  |  |                           |                           |
|  | John Pulman                    | 13                             |                          |    |                  |                  |  |  |                                |                                |  |  |                           |                           |
|  | John Pulman                    | 13                             | John Spencer (8)         | 25 |                  |                  |  |  |                                |                                |  |  |                           |                           |
|  | 20 y 21 de abril               |                                | John Spencer (8)         | 25 |                  |                  |  |  |                                |                                |  |  |                           |                           |
|  |                                | Cliff Thorburn                 | 21                       |    |                  |                  |  |  |                                |                                |  |  |                           |                           |
|  | Eddie Charlton (3)             | Cliff Thorburn                 | 21                       | 13 |                  |                  |  |  |                                |                                |  |  |                           |                           |
|  | Eddie Charlton (3)             | 22 y 23 de abril               |                          | 13 |                  |                  |  |  |                                |                                |  |  |                           |                           |
|  | David Taylor                   | 5                              |                          |    |                  |                  |  |  |                                |                                |  |  |                           |                           |
|  | David Taylor                   | 5                              | Eddie Charlton (3)       | 12 |                  |                  |  |  |                                |                                |  |  |                           |                           |
|  | 20 y 21 de abril               |                                | Eddie Charlton (3)       | 12 |                  |                  |  |  |                                |                                |  |  |                           |                           |
|  |                                | Cliff Thorburn                 | 13                       |    |                  |                  |  |  |                                |                                |  |  |                           |                           |
|  | Rex Williams (6)               | Cliff Thorburn                 | 13                       | 6  |                  |                  |  |  |                                |                                |  |  |                           |                           |
|  | Rex Williams (6)               |                                | 24, 25, 26 y 27 de abril | 6  |                  |                  |  |  |                                |                                |  |  |                           |                           |
|  | Cliff Thorburn                 | 13                             |                          |    |                  |                  |  |  |                                |                                |  |  |                           |                           |
|  | Cliff Thorburn                 | 13                             | Cliff Thorburn           | 18 |                  |                  |  |  |                                |                                |  |  |                           |                           |
|  | 20 y 21 de abril               |                                | Cliff Thorburn           | 18 |                  |                  |  |  |                                |                                |  |  |                           |                           |
|  |                                | Dennis Taylor                  | 16                       |    |                  |                  |  |  |                                |                                |  |  |                           |                           |
|  | Perrie Mans (7)                | Dennis Taylor                  | 16                       | 11 |                  |                  |  |  |                                |                                |  |  |                           |                           |
|  | Perrie Mans (7)                | 22 y 23 de abril               |                          | 11 |                  |                  |  |  |                                |                                |  |  |                           |                           |
|  | Dennis Taylor                  | 13                             |                          |    |                  |                  |  |  |                                |                                |  |  |                           |                           |
|  | Dennis Taylor                  | 13                             | Dennis Taylor            | 13 |                  |                  |  |  |                                |                                |  |  |                           |                           |
|  | 20 y 21 de abril               |                                | Dennis Taylor            | 13 |                  |                  |  |  |                                |                                |  |  |                           |                           |
|  |                                | Doug Mountjoy                  | 11                       |    |                  |                  |  |  |                                |                                |  |  |                           |                           |
|  | Alex Higgins (2)               | Doug Mountjoy                  | 11                       | 12 |                  |                  |  |  |                                |                                |  |  |                           |                           |
|  | Alex Higgins (2)               |                                |                          | 12 |                  |                  |  |  |                                |                                |  |  |                           |                           |
|  | Doug Mountjoy                  | 13                             |                          |    |                  |                  |  |  |                                |                                |  |  |                           |                           |
|  | Doug Mountjoy                  | 13                             |                          |    |                  |                  |  |  |                                |                                |  |  |                           |                           |

## Centenas
Los jugadores consiguieron amasar un total de seis centenas durante la fase final del torneo. La más alta, de 135, fue obra de Spencer. Así se distribuyeron:
- 135, 105 — John Spencer
- 111, 100 — Cliff Thorburn
- 105 — Eddie Charlton
- 102 — Doug Mountjoy